# 李毓
李毓（1419年—？），字廷秀，直隸蘇州府常熟縣人，軍籍，明朝政治人物。進士出身。

## 生平
應天府鄉試第九十三名。景泰二年（1451年）辛未科會試第一百八名，殿試登進士第二甲第七十三名。

## 家族
曾祖李受益。祖父李子敬。父亲李宗善。